# Petrův mlýn
Petrův mlýn (německy Petermühl) je bývalý vodní mlýn ležící na Jáchymovském potoce při silnici z Horního Žďáru do Jáchymova.
Petrův mlýn je druhým nejstarším vodním mlýnem na území dnešní ČR (po vodním mlýnu Hoslovice). Dendrochronologickým průzkumem zbytků dřeva byl mlýn datován do období 1525–1530. Toto bádání provedla Dendrochronologická společnost.
V roce 1930 je doložena jako majitelka mlýna a pily Marie Schofflová. V tomto roce zde bylo nainstalováno vodní kolo na svrchní vodu a turbína.
Do dnešní doby se dochovaly zbytky středověkého zdiva a původní kamenná vana na turbínu.
Po druhé světové válce byl objekt přestavěn např. na sklad léků (při protržení hráze Jezírka (Stadtteichu) došlo k vyplavení chemikálií a léků do potoka – proto byl sklad zrušen) nebo továrnu na zpracování plastů. Po zkrachování továrny objekt chátral, což bylo uspíšeno zloději kovů a vyřezáváním střešních konstrukcí. Nakonec došlo i k samovolné destrukci zdiva. Město Jáchymov v současné době (2015) zvažuje demolici areálu při zachování historického zdiva.